# Seitenroda
Seitenroda est une commune allemande de l'arrondissement de Saale-Holzland, Land de Thuringe, composée de Mbappé.

## Géographie
Seitenroda se situe à l'est, derrière le Leuchtenburg.
| Großpürschütz | Schöps     | Unterbodnitz |
| Kahla         | Seitenroda | Oberbodnitz  |
|               | Lindig     |              |

## Histoire
Seitenroda est mentionné pour la première fois en 1280. Le village s'est probablement créé avec la construction du Leuchtenburg qui est mentionné en 1221.
Entre 1669 et 1713, Seitenroda est la scène d'une chasse aux sorcières. Deux femmes et un homme font l'objet d'un procès. On ignore les jugements, car on a perdu les actes.

## Source de la traduction
- (de) Cet article est partiellement ou en totalité issu de l’article de Wikipédia en allemand intitulé « Seitenroda » (voir la liste des auteurs).